# Radek Juška
Radek Juška (Starovičky, 8 marzo 1993) è un lunghista ceco.

## Palmarès
| Anno | Manifestazione    | Sede           | Evento         | Risultato | Prestazione | Note                                     |
| ---- | ----------------- | -------------- | -------------- | --------- | ----------- | ---------------------------------------- |
| 2012 | Mondiali juniores | Barcellona     | Salto in lungo | 24º (q)   | 7,11 m      |                                          |
| 2015 | Europei indoor    | Praga          | Salto in lungo | Argento   | 8,10 m      | Miglior prestazione personale            |
| 2015 | Europei U23       | Tallinn        | Salto in lungo | Argento   | 8,00 m      |                                          |
| 2015 | Mondiali          | Pechino        | Salto in lungo | 11º       | 7,57 m      |                                          |
| 2016 | Mondiali indoor   | Portland       | Salto in lungo | 11º       | 7,40 m      |                                          |
| 2016 | Europei           | Amsterdam      | Salto in lungo | 4º        | 7,93 m      |                                          |
| 2016 | Giochi olimpici   | Rio de Janeiro | Salto in lungo | 13º (q)   | 7,84 m      |                                          |
| 2017 | Mondiali          | Londra         | Salto in lungo | 10º       | 8,02 m      |                                          |
| 2017 | Universiadi       | Taipei         | Salto in lungo | Oro       | 8,02 m      |                                          |
| 2018 | Mondiali indoor   | Birmingham     | Salto in lungo | 7º        | 7,99 m      | Miglior prestazione personale stagionale |
| 2018 | Europei           | Berlino        | Salto in lungo | 12º       | 7,73 m      |                                          |
| 2019 | Europei indoor    | Glasgow        | Salto in lungo | 7º        | 7,79 m      |                                          |
| 2022 | Mondiali          | Eugene         | Salto in lungo | 14º (q)   | 7,87 m      |                                          |
| 2022 | Europei           | Monaco         | Salto in lungo | 9º        | 7,76 m      |                                          |
| 2023 | Europei indoor    | Istanbul       | Salto in lungo | 5º        | 7,94 m      | Miglior prestazione personale stagionale |
| 2023 | Mondiali          | Budapest       | Salto in lungo | 7º        | 7,98 m      |                                          |
| 2024 | Mondiali indoor   | Glasgow        | Salto in lungo | 14º       | 7,68 m      |                                          |
| 2024 | Europei           | Roma           | Salto in lungo | 23º (q)   | 7,72 m      |                                          |
| 2024 | Giochi olimpici   | Parigi         | Salto in lungo | 10º       | 7,83 m      |                                          |
| 2025 | Europei indoor    | Apeldoorn      | Salto in lungo | 6º        | 7,97 m      | Miglior prestazione personale stagionale |